# Jason Sands (rugby à XIII)
Pas d'image ? Cliquez ici

a Compétitions nationales et continentales officielles uniquement.

b Matchs officiels uniquement.
Jason Sands, né le 14 juin 1971, est un joueur et entraîneur de rugby à XIII australien international français évoluant au poste de pilier.
Formé au rugby à XIII en Australie et plus précisèment à Canberra, Jason Sands tente sa chance en Europe, d'abord en Angleterre puis en France. Il rejoint Limoux pour deux saisons et y remporte la Coupe de France en 1996 puis signe à Villefranche pour un rôle d'entraîneur-joueur. Il prend part également à l'aventure du Paris Saint-Germain Rugby League en 1996 et 1997 et son intégration en Super League
Ses prestations en club l'amènent à être sélectionné en équipe de France entre 1997 et 2000 prenant part à la Coupe du monde en 2000.

## Palmarès
- Collectif :
  - Vainqueur de la Coupe de France : 1996 (Limoux).